# Gholam Hossein Koohi
Gholam Hossein Koohi (em persa: غلام حسین کوهى, nascido em 10 de janeiro de 1951) é um ex-ciclista olímpico iraniano. Representou sua nação nos Jogos Olímpicos de Verão de 1972 e 1976.